# Rafetus swinhoei
Espèce
Statut de conservation UICN

EXA2acd ; D : Éteint
Statut CITES
Rafetus swinhoei ou Tortue à carapace molle du Fleuve Bleu ou de Swinhoe — appelée également Tortue géante à carapace molle du Fleuve Rouge ou encore Tortue molle de Shanghai — est une espèce de tortues de la famille des Trionychidae. En danger critique d'extinction, elle fait partie de la liste des 100 espèces les plus menacées au monde établie par l'UICN en 2012. L’espèce a été très fortement atteinte par le braconnage et la perte de son habitat.
La dernière femelle connue est morte le 13 avril 2019 au zoo de Suzhou (en) en Chine (zoo qui détient toujours un mâle) des suites de l'anesthésie effectuée dans le cadre d'une cinquième tentative d'insémination artificielle. De ce fait, l'espèce est considérée comme fonctionnellement éteinte en 2019,, avant que deux tortues dont une femelle soient découvertes, le 22 octobre 2020, dans le lac de Dong Mo (Đồng Mô), près de Hanoï,.
À la fin du mois d'avril 2023, cette nouvelle femelle meurt à son tour et l'espèce est de nouveau considérée comme éteinte. 

## Description
C'est la plus grande tortue d'eau douce. Cette tortue est reconnaissable par son nez semblable à celui d'un cochon et par ses yeux placés dorsalement. Les mâles sont généralement plus petits que les femelles. Elles peuvent faire jusqu'à 70 cm de large et peser facilement 70–100 kg[réf. souhaitée].

## Répartition
Cette espèce se rencontre :
- en Chine dans la province du Yunnan, elle aurait disparu des provinces de l’Anhui, du Jiangsu et du Zhejiang ;

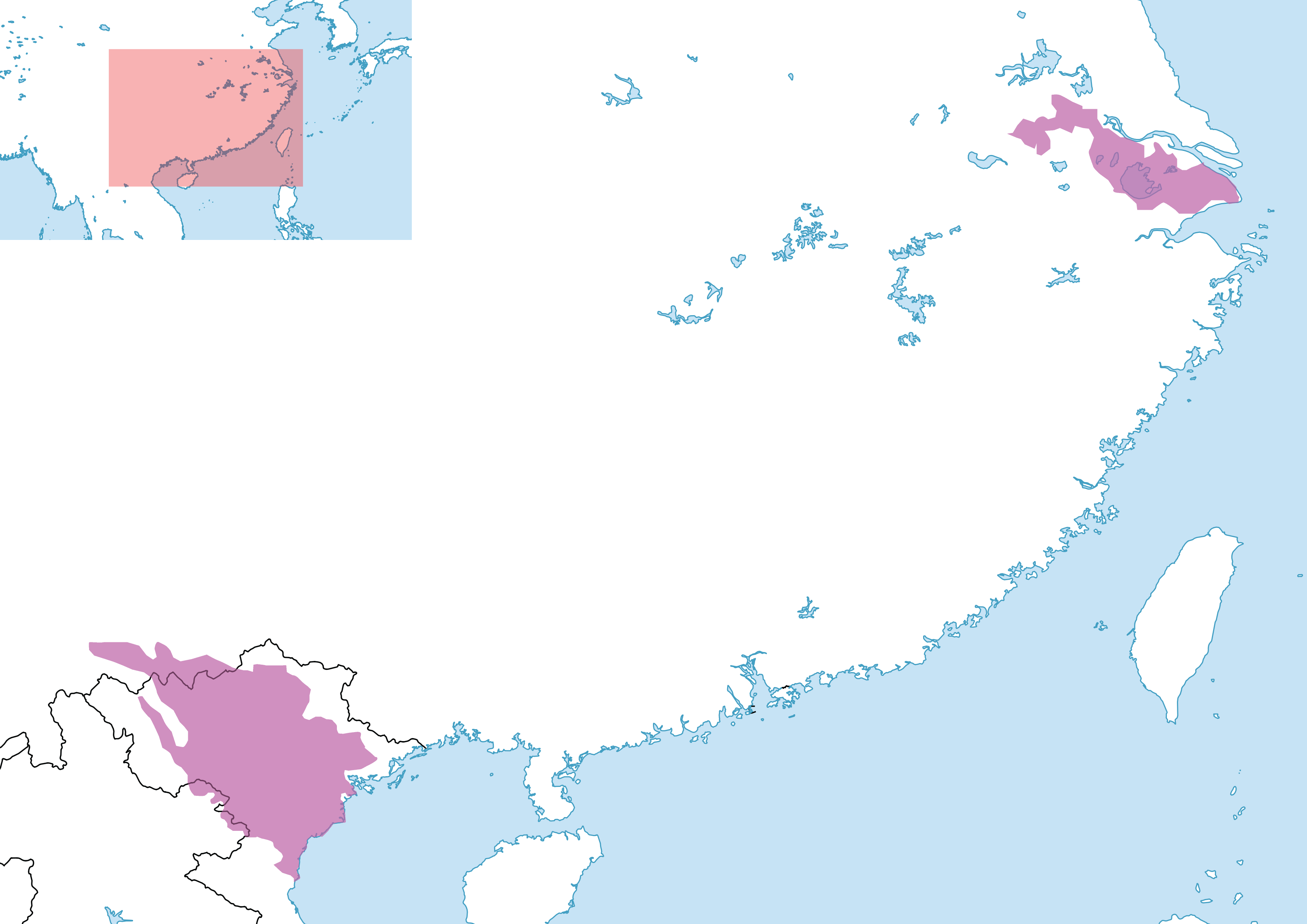
Répartition de la Rafetus swinhoei

- au Viêt Nam.

## Menace et conservation
L'Union internationale pour la conservation de la nature classe la tortue à carapace molle en catégorie CR (en danger critique) dans la liste rouge des espèces menacées depuis 2020. Il s'agit d'une des espèces les plus menacées au monde : il n'existerait plus que quatre individus, dont deux en captivité.
À partir de mi-2017, des efforts de recherche d'individu sauvage ont été entreprises dans les régions reculées de la Chine. Une des principales cibles de l'enquête est une partie de la rivière Rouge situées dans la province du Yunnan. Les habitants de la région ont rapporté avoir vu une ou deux tortues dont la description est similaire à celle de cette espèce, ce qui signifie qu'il y a une faible possibilité que l'espèce puisse encore survivre dans la nature. En octobre 2018, le Programme Tortue d'Asie a annoncé qu'il interrogeait la population locale pour recueillir des données afin de guider les recherches de R. Swinhoei dans la très grande zone de vallées inondées formée par le barrage de la rivière Da.
En octobre 2020, des biologistes on découvert et capturé un spécimen de tortue à carapace molle sur les rives du lac Dong Mo pendant une de leur expédition. Après analyses génétique, on a la confirmation qu'il s'agit de l'espèce Rafetus swinhoei, et en plus, c'est une femelle en parfaite santé qui mesure un mètre de long et pèse 86 kilogrammes. Cette découverte redonne l'espoir de sauver cette espèce.

## Étymologie
Cette espèce est nommée en l'honneur de Robert Swinhoe qui a donné au British Museum plusieurs spécimens de tortues conservées dans de l'alcool et prélevées dans les environs de Shanghai.

## Synonymes
- Oscaria swinhoei Gray, 1873
- Yuen leprosus Heude, 1880
- Yuen maculatus Heude, 1880
- Yuen elegans Heude, 1880
- Yuen viridis Heude, 1880
- Yuen pallens Heude, 1880
- Trionyx swinhonis Boulenger, 1889
- Pelochelys taihuensis Zhang, 1984
- Trionyx liupani Tao, 1986
- Rafetus leloii Ha, 2000
- Pelochelys maculatus Webb, 2003
- Rafetus vietnamensis Le, Le, Tran, Phan, Phan, Tran, Pham, Nguyen, Nong, Phan, Dinh, Truong & Ha, 2010

## Publication originale
- Gray, 1873 : Notes on Chinese mud-tortoises (Trionychidae), with the description of a new species sent to the British Museum by Mr. Swinhoe, and observations on the male organ of this family. Annals and Magazine of Natural History, ser. 4, vol. 12, p. 156–161 (texte intégral).